# Marijampolė (hạt)
Hạt Marijampolė (tiếng Litva: Marijampolės apskritis) là một trong 10 hạt ở Litva, giáp biên giới với các tỉnh Podlaskie, Lubelskie của Ba Lan và tỉnh Kaliningrad của Nga. Hạt này nằm ở phía nam quốc gia này, trong vùng Suvalkija lịch sử, thủ phủ là Marijampolė.
Các đô thị:
- Kalvarija (đô thị)
- Kazlų Rūda (đô thị)
- Marijampolė (đô thị)
- Šakiai district (đô thị)
- Vilkaviškis district (đô thị)

Bản mẫu:Hạt của Litva
Bản mẫu:Hạt Marijampole